# Liste der Flensburger Sportvereine
Die Liste der Flensburger Sportvereine enthält die Mitgliedsvereine des Sportverbandes Flensburg.

## Legende
- Verein: Name des Vereins (Kurzname, Abkürzung, Teil des Langnamens)
- gegr.: Gründungsjahr des Vereins
- Mitglieder: Anzahl der Mitglieder (Stand zum Verbandstag 2013)
- Vereinssitz: Ort der Geschäftsstelle, des Vereinsheimes oder des Haupttrainingsortes
- Sportarten: Sportarten, die der Verein anbietet
- Erfolge und Anmerkungen: größte Erfolge in der Vereinsgeschichte und erfolgreichste Sportler (Auswahl), zum Beispiel DM (Deutscher Meister), Teilnahmen/Medaillen an/bei EM (Europameisterschaften), WM (Weltmeisterschaften), OL (Olympischen Spielen) oder in den höchsten Sportligen wie etwa in der BL (Bundesliga) etc.
- Logo: (offizielles) Logo des Vereins

Die Liste erhebt keinen Anspruch auf Vollständigkeit.

## Liste
| Verein                                                            | gegr.     | Mitglieder (2013) | Vereinssitz                     | Sportarten | Erfolge/ Anmerkungen | Logo |
| ----------------------------------------------------------------- | --------- | ----------------- | ------------------------------- | --- | --- | ---- |
| 1. Flensburger Lauftreff                                          | 1985      | 249               |                                 | Fitness- und Konditionstraining, Jogging, Laufsport, Walking, Nordic Walking | |      |
| 1. Karatedojo Flensburg                                           |           | 19                | FL-Engelsby                     | Karate | |      |
| ABC-Fight Flensborg                                               |           | 77                | FL-Westliche Höhe               | Boxen, Gymnastik | |      |
| Angeliter Trachtengruppe                                          | 1979      | 27                | FL-Mürwik                       | Volkstanz | |      |
| ASV Petri Heil Angelsportverein Petri Heil                        | 1948      | 336               | FL-Weiche                       | Sportfischen | |      |
| Dance Connection Flensburg                                        | 1996      | 566               | FL-Westliche Höhe               | Gymnastik, Tanzen | 1997 DM in der Quartettklasse |      |
| DGF Flensborg Dansk Gymnastikforeningen Flensborg                 | 1923      | 748               | FL-Westliche Höhe               | Badminton, Baseball, Boxen, Eishockey, Fußball, Handball, Tennis | Fußball in der höchsten Amateurliga Schleswig-Holsteins |      |
| DHK Flensborg Dansk Håndboldklub Flensborg                        | 1979      | 244               | FL-Westliche Höhe (Idrætshalle) | Handball | Regionalliga, 3. Liga |      |
| Dartsport-Verein Flensburg                                        | 1988      | 56                | FL-Südstadt                     | Dartsport | |      |
| Erster Flensburger Kanu-Klub                                      |           | 208               | FL-Friesischer Berg             | Kanusport, Kajak | |      |
| eSport Flensburg                                                  | 2013      |                   |                                 | E-Sport: | [ Anmerkung 1 ] |      |
| SC Weiche Flensburg 08                                            | 1930      | 866               | FL-Weiche                       | Badminton, Fußball, Gymnastik, Judo, Lauftreff, Schwimmen, Tischtennis, Turnen, Volleyball | Im Juli 2017 Aufnahme der Mitglieder von Flensburg 08 und Umbenennung in von ETSV Weiche in SC Weiche Flensburg 08 |      |
| FC Polonia Flensburg                                              |           | 24                |                                 | Fußball | |      |
| Fecht-Club Flensburg                                              |           | 42                | FL-Mürwik                       | Fechten | |      |
| Flenos Schergen                                                   | 2013      |                   | Sportland Flensburg             | Schwertkampf, mittelalterliche Tänze | [ Anmerkung 2 ] |      |
| Flensborg Roklub                                                  | 1935      | 151               | FL-Nordstadt (Ostseebad)        | Rudersport, Kajak, Kanupolo | |      |
| Flensborg Yacht-Club (FYC)                                        | 1946      | 253               | FL-Mürwik (Fahrensodde)         | Segelsport | |      |
| Flensburger Betriebssportgemeinschaft                             |           | 1068              | FL-Nordstadt                    | Badminton, Bowling, Callanetics, Fußball, Gymnastik, Laufsport, Nordic-Walking, Tennis | |      |
| Flensburger Budo Club                                             | 2004      | 99                | FL-Mürwik (Friedheim)           | Aikido, Judo, Kickboxen, Thaiboxen, Turnen, Nordic Walking | |      |
| Flensburger EC                                                    | 1984–2014 |                   | Harrislee, Gletscherhalle       | Eishockey, Eisstockschießen, Eiskunstlauf | Regionalliga Nord (1989/1990 und 1990/1991) |      |
| Flensburger Hockey-Club (FHC)                                     | 1929      | 151               | FL-Fruerlund (Volkspark)        | Hockey, Hallenhockey | |      |
| Flensburger Paddelfreunde                                         | 1951      | 174               | FL-Nordstadt (Ostseebad)        | Kanusport, Kajak | |      |
| Flensburger Reitclub Engelsby/Twedt                               |           | 254               | FL-Engelsby (Twedt)             | Reitsport | |      |
| Flensburger Reit- und Fahrverein                                  | 1924      | 77                | FL-Mürwik                       | Reitsport | |      |
| Flensburger Schachklub (FSK)                                      | 1876      | 67                | FL-Westliche Höhe               | Schach | |      |
| Flensburger Schützen-Verein                                       |           | 15                | FL-Mürwik (Friedheim)           | Sportschießen | |      |
| Flensburger Schwimmklub (FSK)                                     | 1930      | 384               | FL-Südstadt                     | Schwimmsport | Haide Klüglein (WM und EM-Teilnahme, Deutsche Meisterin), Regina Nissen (OL-Teilnahme 1976) und weitere Deutsche Meister |      |
| Flensburger Segel-Club (FSC)                                      | 1890      | 735               | Glücksburg (Quellental)         | Segelsport | |      |
| Flensburger Snooker-Klub (FSK)                                    | 2006      | 10                | FL-Jürgensby                    | Snooker | Nordderbys mit dem Snooker-Klub Seven Clearance Kiel e. V. seit 2011. |      |
| Flensburg 08 Flensburger Sportvereinigung v. 1908                 | 1908–2017 | 568               | FL-Fruerlund (Stadion)          | Fußball, Schwimmsport, Tennis | Nach rund 109 Jahren des Bestehens Auflösung im Juli 2017; Aufnahme der Mitglieder durch den ETSV Weiche Flensburg mit anschließender Umbenennung in SC Weiche Flensburg 08                                                                  |      |
| Flensburger Tanzclub                                              |           | 191               | FL-Friesischer Berg             | Tanzsport | |      |
| Flensburger Tennis-Club                                           |           | 304               | FL-Westliche Höhe               | Tennis | |      |
| Förde-Tanz-Klub Flensburg                                         |           | 74                | FL-Weiche                       | Tanzsport | |      |
| Gymnastikforeningen DAN Flensborg                                 | 1950      | 809               | FL-Südstadt                     | Gymnastik, Ballett, Karate, Schwimmsport, Tanzsport, Volleyball | |      |
| Handballfreunde Flensburg                                         | 2008      | 110               | FL-Engelsby (Vogelsang)         | Handball | Zwischen den Handballfreunden Flensburg und dem TSV Munkbrarup besteht seit dem 1. Mai 2008 unter der Leitung von Britta Jänicke eine erfolgreiche Spielgemeinschaft, die HFF Munkbrarup, die in und um die Kurt-Tucholsky-Schule trainiert. |      |
| IF Stjernen Flensborg                                             | 1948      | 845               | FL-Engelsby                     | Fußball, Handball, Tischtennis, Gymnastik, Judo, Sambo | |      |
| Inter Bowling Flensburg                                           |           | 38                | FL-Fruerlund                    | Bowling | |      |
| Judoklub Hokuto                                                   |           | 14                | FL-Nordstadt                    | Judo | |      |
| KSJ Flensburg Kameradschaft St. Jürgen Flensburg                  | 1919      | 108               |                                 | Badminton, Gymnastik | |      |
| KFUM Flensborg                                                    |           | 127               |                                 | Jiu Jitsu | |      |
| LK Weiche Leichtathletik-Klub Weiche                              | 1989      | 226               | Wees                            | Leichtathletik | |      |
| LSV Flensburg Luftsportverein Flensburg                           | 1950      | 213               | FL-Weiche (Schäferhaus)         | Motorflug, Segelflug, Fallschirmsprung | |      |
| Marine-Jugend                                                     |           | 25                | Wees                            | Segeln | |      |
| PSV Flensburg Polizei-Sportverein Flensburg                       | 1924      | 1135              | FL-Westliche Höhe               | American Football, Badminton, Floorball, Fußball, Gymnastik/Turnen, Leichtathletik, Linedance, Nordic Walking, Radwandern, Rudersport, Tanzsport, Tai Chi, Thai Bo, Tischtennis, Volleyball                                    | |      |
| Pony-Power                                                        |           | 75                | Tastrup                         | Reitsport | |      |
| Reiterfreunde Tarup                                               | 1999      | 231               | FL-Tarup                        | Reitsport | |      |
| Rhönrad e. V.                                                     |           | 39                | FL-Mürwik (Friedheim)           | Rhönrad | |      |
| Roter Stern Flensburg                                             | 2009      | 230               |                                 | Fußball, Skateboard, Darts, Ultimate, Rugby, Basketball, Kicker, Tischtennis | |      |
| RRC Flying Saucers                                                | 1979      | 202               | FL-Engelsby (Haupttrainingsort) | Tanzsport (Boogie-Woogie, Rock ’n’ Roll) | Weltmeister der Jugendformation 2008 im RocknRoll, mehrfacher Deutscher Meister im Einzel- und Formationstanz |      |
| Ruderklub Flensburg (RKF)                                         | 1914      | 386               | FL-Nordstadt (Ostseebad)        | Rudersport | |      |
| Segel-Sport-Flensburg-Harrislee (SSFH)                            | 1931      | 141               | Harrislee (Wassersleben)        | Segelsport | |      |
| Segler-Vereinigung Flensburg (SVF)                                | 1910      | 410               | FL-Mürwik (Fahrensodde)         | Segelsport | |      |
| SG Deutsche Jugendkraft (DJK) Flensburg                           |           | 142               | Hürup                           | Fußball, Kegeln | |      |
| Ski- und Sportfreunde Flensburg                                   |           | 458               | Sörup                           | Skisport (Skifahren) | |      |
| Sonwik Yachtclub                                                  | 2006      | 123               | FL-Mürwik (Sonwik)              | Segelsport | |      |
| Sportgemeinschaft für Gesundheit und Rehabilitation SGR Flensburg | 1952      | 453               | FL-Engelsby                     | Breitensport: Wassergymnastik, Schwimmsport, Gymnastik, Kegeln, Tischtennis, Nordic Walking, Wandern | |      |
| Sportland Tennis-Club                                             | 1983      | 28                | FL-Westliche Höhe (Sportland)   | Tennis | |      |
| Sportschützen Flensburg                                           |           | 40                | Gelting                         | Sportschießen | |      |
| Sportverein Freie Waldorfschule Flensburg                         | 2014      |                   | Oeversee                        | Klettern, Laufsport, Volleyball | Gegründet am 9. September 2014; Mitglied im Schleswig-Holsteinischer Leichtathletik-Verband e. V. |      |
| SV Adelby Sportverein Adelby                                      | 1950      | 1176              | FL-Tarup (Adelby)               | Ausgleichssport, Badminton, Basketball, Eisstockschießen, Fußball, Handball, Jiu Jitsu, Ju-Jutsu, Judo, Karate, Kegeln, Leichtathletik, Nordic Walking, Radball, Radwandern, Behindertensport, Tischtennis, Turnen, Volleyball | |      |
| St. Johannes-Gilde                                                | 1436      | 19                | FL-Mürwik                       | Sportschießen | |      |
| St. Nikolai-Schützengilde                                         | 1583      | 103               | Handewitt                       | Sportschießen | |      |
| Tanzclub Blau-Gold Saphir Flensburg                               |           | 31                | FL-Mürwik                       | Tanzsport | |      |
| TSG Flensburg Tauchsportgemeinschaft Flensburg                    | 1994      | 28                | Timmersiek                      | Sporttauchen | |      |
| Tennis-Club Mürwik                                                |           | 343               | FL-Fruerlund (Volkspark)        | Tennis | |      |
| TriAs Flensburg (Triathlon- und Ausdauersport)                    | 1992      | 176               |                                 | Triathlon, Duathlon, Speedskating, Inlineskaten, Laufsport, Schwimmsport, Radfahren, Wintersport | |      |
| Trivelos Flensburg                                                | 2008      | 46                |                                 | Radsport, Triathlon | |      |
| TTC Grün-Weiß 62 e. V. Flensburg Tischtennisclub Grün-Weiß 62     | 1962      | 15                | FL-Jürgensby                    | Tischtennis | |      |
| TTC Ramsharde                                                     | 1955      | 62                | FL-Nordstadt                    | Tischtennis | 1972 Gründungsmitglied der zweiteiligen Damen-Bundesliga. 1974 wurde diese Mannschaft deutscher Pokalsieger in der Besetzung Kirsten Krüger, Monika Kneip und Magrit Trupkovic                                                               |      |
| TSB Flensburg Turn- und Sportbund Flensburg                       | 1865      | 4451              | FL-Westliche Höhe               | über 100 Sportarten | Bekanntestes Team ist die 1990 zusammen mit dem Handewitter SV gebildete SG Flensburg-Handewitt. |      |
| Turnklub Flensburg (TKF)                                          |           | 477               | FL-Mürwik                       | Turnen, Gymnastik, Hallenfußball, Volleyball, Zumba | |      |
| Unterwasserclub Baltic Flensburg                                  | 1973      | 122               | FL-Mürwik (Fahrensodde)         | Sporttauchen, Unterwasserrugby | |      |
| Verein Flensburger Kegler                                         |           | 40                | FL-Weiche                       | Kegeln | |      |
| VfB Nordmark                                                      | 1921–2014 | 237               | FL-Südstadt                     | American Football, Boule-Spiel, Fußball, Kegeln, Tennis | Auflösung des Vereins 2014 wegen Zahlungsunfähigkeit |      |
| Volkssportverein Flensburg                                        | 1969      | 141               | FL-Mürwik                       | Wandern | |      |
| Wassersportclub Flensburg (WSF)                                   | 1977      | 184               | FL-Fruerlund (Industriehafen)   | Segelsport | |      |
| Wassersportverein Galwik (WVG)                                    | 1945      | 123               | FL-Nordstadt (Galwik)           | Segelsport | |      |